# جان کاتن (بازیکن فوتبال)
جان کاتن (انگلیسی: John Cotton; ۲ مارس ۱۹۳۰ – ۱ اکتبر ۲۰۱۵) بازیکن فوتبال اهل بریتانیا بود.
از باشگاه‌هایی که در آن بازی کرده‌است می‌توان به باشگاه فوتبال استوک سیتی، باشگاه فوتبال کرو آلکساندرا، و باشگاه فوتبال پورت ویل اشاره کرد.